# Eaton (hrabstwo Brown)
Eaton – miasto w Stanach Zjednoczonych, w stanie Wisconsin, w hrabstwie Brown.